# Syllabus (catholicisme)
Pour l’article homonyme, voir Syllabus.
Un syllabus (du latin « sommaire ») est un recueil de questions tranchées par l'autorité papale.
Souvent rédigé en complément à une encyclique, il dresse une liste d'idées rédigées à la forme affirmative, mais pointées comme étant des idées erronées.
Le Syllabus errorum est publié par Pie IX en 1864, jour de la fête de l'Immaculée Conception, le même jour que l'encyclique Quanta cura. C'est une liste de positions jugées erronées par le Saint-Siège dans le domaine de la philosophie et de la politique. Ce document fait référence à de nombreux documents antérieurs, la plupart publiés sous le pontificat de Pie IX.
Lamentabili sane exitu, un syllabus de Pie X, paraît en 1907. En 1938, paraît le Syllabus contre le racisme de Pie XI.